# Big Energy
"Big Energy"는 미국의 래퍼 라토의 싱글로, 스트림컷과 RCA 레코드를 통해 2021년 9월 24일에 발매되었다. 2022년 4월에 3위를 기록하면서 라토의 노래 중 빌보드 핫 100 순위가 가장 높은 노래가 되었다. BET 힙합 어워드에서 올해의 노래를 수상했고, 라이브 버전은 그래미 어워드 최우수 멜로딕 랩 퍼포먼스 후보에 올랐다.

## 배경
A&R 직원들은 로스앤젤레스에서 열린 스튜디오 세션에서 처음으로 라토에게 비트를 들려주었다. 라토는 비트가 마음에 들었으나 평소에 하던 음악과 달라 '편안한 영역을 벗어났다'고 생각했다. 이후 작사 과정은 '방에 많은 사람들이 있고 서로 아이디어를 교환하는' 역동적인 협업이었다.
라토는 <빌보드>와의 인터뷰에서 자신이 남성적인 트위터 유행어 'big dick energy'를 차용해 이를 모든 성별이 가질 수 있고 성적인 것 이상의 의미가 있는 단어로 만들었다고 밝혔다. 또한 "이는 당신이 지니고 있는 아우라이자 자신감이에요. 그냥 전체적인 느낌이고, 당신이 방에 들어가면 'big energy'를 갖게 되고 아무도 달리 말할 수 없어요."라고 덧붙였다.

## 음악 및 가사
"Big Energy"는 톰 톰 클럽의 1981년 싱글 "Genius of Love"를 샘플링했고, 펑크가 가미되어 있다.

## 뮤직 비디오
뮤직 비디오의 콘셉트는 라토(Latto)/로또(lotto) 언어유희에서 비롯되었다. 라토가 카지노를 배경으로 춤추고 노래하는 동안 남자 주인공은 복권에 도전하고 큐피드의 화살에 맞는다.

## 평가
<빌보드>의 라니아 아니프토스는 노래가 '에너지 넘치는 히트'이고, 라토가 트위터 유행어를 여성적이고 용기를 주는 단어로 재해석했다고 평했다. <클래시>의 애나 라몬드는 라토가 팝 중심의 상업적 음악을 시도했다고 분석했다. 또한 노래가 '장난스러운' 싱글로, '화려하고 그루비한 마무리와 함께 다채로운 향수를 전달한다'고 평했다. <롤링 스톤>의 멜린다 파쿠아데는 노래가 '새로운 것을 시도하려는 의식적인 노력'으로, 틱톡 세대를 겨냥했다고 평했다.
<스테레오검>의 톰 브레이한은 라토가 옛날 히트곡을 리메이크하는 전략을 이용했다고 분석했다. 또한 노래가 '대놓고 차트를 겨냥한 곡'으로, 현란한 비디오에서 반짝이는 훅까지 '순수한 상품'이라고 평했다. <피치포크>의 타이라 트리슈는 노래가 CM송처럼 들리고, 라토의 랩이 유행이 지난 밈인 'big dick energy'를 되살릴 정도로 강하지 않다고 평했다.

## 수상 및 후보
| 시상식                     | 연도 | 부문                      | 결과 | 각주   |
| -------------------------- | ---- | ------------------------- | ---- | ------ |
| 그래미 어워드              | 2023 | 최우수 멜로딕 랩 퍼포먼스 | 후보 | [ 10 ] |
| 아메리칸 뮤직 어워드       | 2022 | 최애 힙합 노래            | 후보 | [ 11 ] |
| 아이하트라디오 뮤직 어워드 | 2023 | 올해의 노래               | 후보 | [ 12 ] |
| 아이하트라디오 뮤직 어워드 | 2023 | 올해의 틱톡 노래          | 후보 | [ 12 ] |
| 아이하트라디오 뮤직 어워드 | 2023 | 최애 샘플 사용            | 후보 | [ 12 ] |
| BET 힙합 어워드            | 2022 | 올해의 노래               | 수상 | [ 13 ] |
| MTV 비디오 뮤직 어워드     | 2022 | 최우수 힙합               | 후보 | [ 14 ] |

## 상업적 성과
"Big Energy"는 2021년 11월 6일에 미국 빌보드 핫 100 88위로 진입했다. 이후 리믹스 발매에 힘입어 2022년 4월 9일에 3위에 오르며 라토의 첫 탑 10 진입 노래가 되었다.

## 차트
| 차트 (2021–2022)                      | 최고 순위 |
| ------------------------------------- | --------- |
| 오스트레일리아 (ARIA)                 | 13        |
| 오스트레일리아 어반 (ARIA)            | 5         |
| 브라질 (팝 인테르나시오나우)          | 4         |
| 캐나다 (캐나디안 핫 100)              | 9         |
| 핀란드 에어플레이 (IFPI 핀란드)       | 38        |
| 글로벌 200 (빌보드)                   | 32        |
| 온두라스 (모니토르 라티노)            | 16        |
| 헝가리 (싱글 Top 40)                  | 16        |
| 아일랜드 (IRMA)                       | 65        |
| 뉴질랜드 (레코드 뮤직 NZ)             | 12        |
| 파나마 앵글로 (모니토르 라티노)       | 12        |
| 루마니아 (루마니아 라디오 에어플레이) | 5         |
| 남아프리카 공화국 (RISA)              | 62        |
| 영국 싱글 (오피셜 차트 컴퍼니)        | 57        |
| 미국 빌보드 핫 100                    | 3         |
| 미국 어덜트 탑 40 (빌보드)            | 6         |
| 미국 핫 알앤비/힙합 송 (빌보드)       | 1         |
| 미국 메인스트림 탑 40 (빌보드)        | 1         |
| 미국 리드믹 (빌보드)                  | 1         |

| 차트 (2022)                     | 순위 |
| ------------------------------- | ---- |
| 캐나다 (캐나디안 핫 100)        | 17   |
| 글로벌 200 (빌보드)             | 119  |
| 뉴질랜드 (레코드 뮤직 NZ)       | 24   |
| 미국 빌보드 핫 100              | 7    |
| 미국 어덜트 탑 40 (빌보드)      | 18   |
| 미국 핫 알앤비/힙합 송 (빌보드) | 3    |
| 미국 메인스트림 탑 40 (빌보드)  | 6    |
| 미국 리드믹 (빌보드)            | 1    |

## 인증
| 국가                               | 인증        | 판매량/출하량 |
| ---------------------------------- | ----------- | ------------- |
| 캐나다 (뮤직 캐나다)               | 2× 플래티넘 | 160,000       |
| 뉴질랜드 (RMNZ)                    | 플래티넘    | 30,000        |
| 스위스 (IFPI 스위스)               | 골드        | 10,000        |
| 미국 (RIAA)                        | 3× 플래티넘 | 3,000,000     |
| 판매량+스트리밍을 기반으로 한 인증 |             |               |

## 리믹스
DJ 칼리드가 피처링한 머라이어 캐리와의 리믹스는 2022년 3월 28일에 발매되었다. 오스트레일리아 ARIA 차트 6위를 기록했고, MTV 비디오 뮤직 어워드 여름의 노래 후보에 올랐다.

### 음악 및 가사
캐리는 특유의 휘슬 창법을 선보이고 "Fantasy"의 코러스를 부른다.

### 평가
<빌보드>의 글렌 롤리는 리믹스를 '반짝이는 콜라보'라고 평했다. <업록스>의 케이틀린 화이트는 이를 '진정한 R&B/팝 히트'라고 평했다.

### 수상 및 후보
| 시상식                 | 연도 | 부문        | 결과 | 각주   |
| ---------------------- | ---- | ----------- | ---- | ------ |
| MTV 비디오 뮤직 어워드 | 2022 | 여름의 노래 | 후보 | [ 51 ] |

### 차트
| 차트 (2022)                    | 최고 순위 |
| ------------------------------ | --------- |
| 오스트레일리아 (ARIA)          | 6         |
| 오스트레일리아 어반 (ARIA)     | 2         |
| 아일랜드 (IRMA)                | 20        |
| 뉴질랜드 핫 싱글 (RMNZ)        | 20        |
| 영국 싱글 (오피셜 차트 컴퍼니) | 21        |
| 미국 디지털 송 세일스 (빌보드) | 1         |

| 차트 (2022)                    | 순위 |
| ------------------------------ | ---- |
| 오스트레일리아 (ARIA)          | 20   |
| 미국 디지털 송 세일스 (빌보드) | 3    |

### 인증
| 국가                               | 인증        | 판매량/출하량 |
| ---------------------------------- | ----------- | ------------- |
| 오스트레일리아 (ARIA)              | 3× 플래티넘 | 210,000       |
| 영국 (BPI)                         | 골드        | 400,000       |
| 판매량+스트리밍을 기반으로 한 인증 |             |               |

### 내용주
1. ↑  라이브 버전

### 참조주
1. ↑  Aniftos, Rania (2022년 11월 24일). “Why Latto Believes Her Latest Hit 'Big Energy' Was Her 'Fate'”. 《Billboard》 (영어).
2. 1 2  Lamond, Ana (2022년 3월 25일). “Latto - 777”. 《Clash》.
3. ↑  “10 New Songs Out Today”. 《Brooklyn Vegan》. 2022년 3월 28일.
4. ↑  “25 New Songs Out Today”. 《Brooklyn Vegan》. 2021년 9월 24일.
5. ↑  Mahadevan, Tara (2021년 9월 24일). “Watch Latto's Video for New Track "Big Energy"”. 《Complex》 (영어).
6. ↑  Aniftos, Rania (2022년 2월 16일). “Here Are the Lyrics to Latto’s ‘Big Energy’”. 《Billboard》.
7. ↑  Fakuade, Melinda (2022년 2월 3일). “Latto: Atlanta’s Boldest, Brashest New Rapper Reveals How She Does It”. 《Rolling Stone》.
8. ↑  Breihan, Tom (2022년 3월 30일). “Latto's Weaponized Pop-Rap”. 《Stereogum》.
9. ↑  Triche, Tyra (2022년 4월 6일). “777”. 《Pitchfork》.
10. ↑  Lee, Taila (2022년 11월 16일). “2023 GRAMMY Nominations: See The Complete Nominees List”. 《그래미》.
11. ↑  “Nominations Announced for the 2022 American Music Awards”. 《아메리칸 뮤직 어워드》. 2022년 10월 13일.
12. ↑  Fields, Taylor (2023년 1월 11일). “2023 iHeartRadio Music Awards: See The Full List Of Nominees”. 《iHeart》.
13. ↑  Minsker, Evan (2022년 10월 5일). “BET Hip Hop Awards 2022: Full Winners List”. 《Pitchfork》 (영어).
14. ↑  Langston, Keith (2022년 8월 29일). “2022 MTV VMAs winners: See the full list”. 《엔터테인먼트 위클리》.
15. ↑  “Billboard Hot 100 - Week of November 6, 2021”. 《Billboard》.
16. ↑  Trust, Gary (2022년 4월 4일). “Glass Animals' 'Heat Waves' Rules Hot 100 For Fifth Week, Latto's 'Big Energy' Leaps to No. 3”. 《Billboard》.
17. ↑  “ARIA Top 50 Singles Chart”. Australian Recording Industry Association. 2022년 4월 11일. 2022년 4월 29일에 확인함.
18. ↑  “ARIA Top 40 Hip Hop/R&B Singles Chart”. Australian Recording Industry Association. 2022년 4월 11일. 2022년 4월 8일에 확인함.
19. ↑  “Top 10 Pop Internacional: 01/08/2022 - 05/08/2022” (포르투갈어). Crowley Broadcast Analysis. 2022년 8월 1일에 확인함.
20. ↑  “Latto Chart History - Billboard Canadian Hot 100”. Billboard. 2022년 10월 12일에 확인함.
21. ↑  “Latto – Big Energy”. IFPI Finland. 2022년 7월 25일에 확인함.
22. ↑  “Latto Chart History – Billboard Global 200”. Billboard. 2022년 10월 12일에 확인함.
23. ↑  “Top 20 Honduras – General – Del 12 al 18 de Septiembre, 2022” (스페인어). Monitor Latino. 2023년 5월 31일에 확인함.
24. ↑  "Archívum – Slágerlisták – MAHASZ" (in Hungarian). Single (track) Top 40 lista. Magyar Hanglemezkiadók Szövetsége.  April 7, 2022에 확인함.
25. ↑  “IRMA – Irish Charts” (Select 01-Apr-22 from drop-down menu and search Latto in filter bar). Irish Recorded Music Association. 2022년 4월 8일. 2022년 4월 16일에 확인함.
26. ↑  “NZ Top 40 Singles Chart”. Recorded Music NZ. 2022년 4월 11일. 2022년 4월 8일에 원본 문서에서 보존된 문서. 2022년 4월 9일에 확인함.
27. ↑  “Top 20 Panama – Anglo – Del 16 al 22 de Mayo, 2022” (스페인어). Monitor Latino. 2022년 5월 24일에 확인함.
28. ↑  “WEEKLY CHARTS 2022 Week 28”. Media Forest. 2022년 7월 12일에 확인함.
29. ↑  “Local & International Radio Chart Top 100 Week 15 - 2022 - TOSAC”. 《The Official South African Charts》. Recording Industry of South Africa. 2022년 4월 15일에 확인함.
30. ↑  “Official Singles Chart Top 100 - April 8, 2022”. 오피셜 차트 컴퍼니. 2023년 1월 21일에 확인함.
31. ↑  “Latto Chart History - Billboard Hot 100”. 《Billboard》. 2022년 10월 12일에 확인함.
32. ↑  “Latto Chart History - Adult Pop Airplay”. 《Billboard》. 2022년 10월 12일에 확인함.
33. ↑  “Latto Chart History - Hot R&B/Hip-Hop Songs”. 《Billboard》. 2022년 10월 12일에 확인함.
34. ↑  “Latto Chart History - Pop Airplay”. 《Billboard》. 2022년 10월 12일에 확인함.
35. ↑  “Latto Chart History - Rhythmic Airplay”. 《Billboard》. 2022년 10월 12일에 확인함.
36. ↑  “Canadian Hot 100 – Year-End 2022”. 《Billboard》. 2022년 12월 2일에 확인함.
37. ↑  “Billboard Global 200 – Year-End 2022”. 《Billboard》. 2022년 12월 2일에 확인함.
38. ↑  “Top Selling Singles of 2022”. Recorded Music NZ. 2022년 12월 22일에 원본 문서에서 보존된 문서. 2022년 12월 22일에 확인함.
39. ↑  “Hot 100 Songs – Year-End 2022”. 《Billboard》. 2022년 12월 2일에 확인함.
40. ↑  “Adult Pop Airplay Songs – Year-End 2022”. 《Billboard》. 2022년 12월 2일에 확인함.
41. ↑  “Hot R&B/Hip-Hop Songs – Year-End 2022”. 《Billboard》. 2022년 12월 2일에 확인함.
42. ↑  “Pop Airplay Songs – Year-End 2022”. 《Billboard》. 2022년 12월 2일에 확인함.
43. ↑  “Rhythmic Songs – Year-End 2022”. 《Billboard》. 2022년 12월 2일에 확인함.
44. ↑  “Canadian single certifications – Latto – Big Energy” (영어). 뮤직 캐나다.
45. ↑  “New Zealand single certifications – Latto – Big Energy” (영어). Recorded Music NZ.
46. ↑  “The Official Swiss Charts and Music Community: Awards (Latto; 'Big Energy')”. IFPI Switzerland. Hung Medien.
47. ↑  “American single certifications – Latto – Big Energy” (영어). 미국 음반 산업 협회.
48. ↑  Shafer, Ellise (2022년 3월 28일). “Latto on Her New Album, Mariah Carey Collab and Bringing 'Big Energy': 'It Has Nothing to Do With What's in Your Pants”. 《Variety》.
49. ↑  Rowley, Glenn (2022년 3월 28일). “Mariah Carey Teams Up With Latto on 'Big Energy' Remix: Listen to It Here”. 《Billboard》.
50. ↑  White, Caitlin (2022년 3월 29일). “Latto Shared The Best Part About Meeting Mariah Carey For The 'Big Energy' Remix: 'She Was So Genuine'”. 《Uproxx》.
51. ↑  Langston, Keith (2022년 8월 29일). “2022 MTV VMAs winners: See the full list”. 《엔터테인먼트 위클리》.
52. ↑  “ARIA Top 50 Singles.”. Australian Recording Industry Association. 2022년 5월 9일. 2022년 5월 6일에 확인함.
53. ↑  “ARIA Top 40 Hip Hop/R&B Singles Chart”. Australian Recording Industry Association. 2022년 5월 30일. 2022년 6월 3일에 확인함.
54. ↑  “IRMA – Irish Charts”. Irish Recorded Music Association. 2022년 5월 27일. 2022년 6월 3일에 확인함.
55. ↑  “NZ Hot Singles Chart”. Recorded Music NZ. 2022년 4월 11일. 2022년 4월 8일에 원본 문서에서 보존된 문서. 2022년 4월 9일에 확인함.
56. ↑  “Official Singles Chart Top 100 - 13 May 2022”. 오피셜 차트 컴퍼니. 2023년 1월 21일에 확인함.
57. ↑  “Mariah Carey Chart History (Digital Song Sales)”. 《Billboard》. 2022년 4월 4일에 확인함.
58. ↑  “ARIA Top 100 Singles Chart for 2022”. Australian Recording Industry Association. 2023년 1월 4일에 확인함.
59. ↑  “Digital Song Sales – Year-End 2022”. 《Billboard》. 2022년 12월 1일에 확인함.
60. ↑  “ARIA Charts – Accreditations – 2023 Singles” (영어). 오스트레일리아 음반 산업 협회.
61. ↑  “British single certifications – Latto/Mariah Carey/Dj Khaled – Big Energy” (영어). 영국 축음기 협회.